# Jokerit
Jokerit (česky „žolíci“) je profesionální finský hokejový tým, sídlící ve městě Helsinky. Byl založen v roce 1967. Od roku 2014 hrál Kontinentální hokejovou ligu, Západní konferencí, Bobrovovou divizi v Rusku. Dne 25. února 2022 klub oznámil, že v odpovědi na ruskou invazi na Ukrajinu nenastoupí do play-off ročníku 2021/22 a opustilo KHL. To mělo nepříjemné následky pro klub, jelikož neměl ani svůj stadion a nehrál ani v žádné soutěži. Klub tak od ruských vlastníku odkoupil Jari Kurri a stal se jeho stoprocentním vlastníkem. Očekávalo se, že v sezóně 2022/23 bude hrát ve finské Liize, ale žádost klubu do ligy byla zamítnuta. Nakonec klub požádal o vstup do 2. ligy Finska Mestis a byl přijat pro sezónu 2023/24. Klub byl v Liize i KHL pravidelným účastníkem play-off v KHL se mu v hned v první sezoně 2014/2015 podařilo postoupit do čtvrtfinále.

## Úspěchy
- Vítěz základní části: 1994/1995, 1995/1996, 1996/1997, 2000/2001, 2012/2013
- Mistr ligy: 1972/1973, 1991/1992, 1993/1994, 1995/1996, 1996/1997, 2001/2002
- Vítěz Evropského hokejového poháru: 1994/95, 1995/96
- Vítěz Kontinentálního poháru: 2002/03

## Jednotlivé sezony
| Finsko (1989–2014)          |          |                                                                                  |                   |
| Sezóny                      | Soutěž   | Play off                                                                         | Kapitán           |
| 1989/1990                   | SM-liiga | Ne                                                                               | Anssi Melametsä   |
| 1990/1991                   | SM-liiga | Ne                                                                               | Anssi Melametsä   |
| 1991/1992                   | SM-liiga | Finále (výhra 4:1 na zápasy s JYP Jyväskylä)                                     | Waltteri Immonen  |
| 1992/1993                   | SM-liiga | Čtvrtfinále (prohra 0:3 na zápasy s Porin Ässät)                                 | Waltteri Immonen  |
| 1993/1994                   | SM-liiga | Finále (výhra 3:1 na zápasy s TPS Turku)                                         | Waltteri Immonen  |
| 1994/1995                   | SM-liiga | Finále (prohra 2:3 na zápasy s TPS Turku)                                        | bez kapitána      |
| 1995/1996                   | SM-liiga | Finále (výhra 3:1 na zápasy s TPS Turku)                                         | Waltteri Immonen  |
| 1996/1997                   | SM-liiga | Finále (výhra 3:0 na zápasy s TPS Turku)                                         | Waltteri Immonen  |
| 1997/1998                   | SM-liiga | Semifinále (prohra 0:3 na zápasy s SaiPa)                                        | Waltteri Immonen  |
| 1998/1999                   | SM-liiga | Čtvrtfinále (prohra 1:3 na zápasy s Tampereen Ilves)                             | Waltteri Immonen  |
| 1999/2000                   | SM-liiga | Finále (prohra 1:3 na zápasy s HIFK Hockey)                                      | Antti-Jussi Niemi |
| 2000/2001                   | SM-liiga | Čtvrtfinále (prohra 2:3 na zápasy s Oulun Kärpät)                                | Antti Törmänen    |
| 2001/2002                   | SM-liiga | Finále (výhra 3:1 na zápasy s Tappara Tampere)                                   | Ville Peltonen    |
| 2002/2003                   | SM-liiga | Čtvrtfinále (prohra 0:4 na zápasy s HIFK Hockey)                                 | Ville Peltonen    |
| 2003/2004                   | SM-liiga | Čtvrtfinále (prohra 2:4 na zápasy s Oulun Kärpät)                                | Sami Helenius     |
| 2004/2005                   | SM-liiga | Finále (prohra 1:3 na zápasy s Oulun Kärpät)                                     | Juha Lind         |
| 2005/2006                   | SM-liiga | Ne                                                                               | Petri Varis       |
| 2006/2007                   | SM-liiga | Finále (prohra 0:3 na zápasy s Oulun Kärpät)                                     | Petri Varis       |
| 2007/2008                   | SM-liiga | Semifinále (prohra 3:4 na zápasy s Espoo Blues)                                  | Petri Varis       |
| 2008/2009                   | SM-liiga | Čtvrtfinále (prohra 1:4 na zápasy s Oulun Kärpät)                                | Petri Varis       |
| 2009/2010                   | SM-liiga | Předkolo (prohra 1:2 na zápasy s Tappara Tampere)                                | Antti-Jussi Niemi |
| 2010/2011                   | SM-liiga | Čtvrtfinále (prohra 3:4 na zápasy s HIFK Hockey)                                 | bez kapitána      |
| 2011/2012                   | SM-liiga | Semifinále (prohra 1:4 na zápasy s JYP Jyväskylä)                                | Ossi Väänänen     |
| 2012/2013                   | SM-liiga | Čtvrtfinále (prohra 2:4 na zápasy s Lukko Rauma)                                 | Ossi Väänänen     |
| 2013/2014                   | Liiga    | Předkolo (prohra 0:2 na zápasy s Hämeenlinnan Pallokerho)                        | Riku Hahl         |
| Rusko (2014–2022)           |          |                                                                                  |                   |
| Sezóny                      | Soutěž   | Play off                                                                         | Kapitán           |
| 2014/2015                   | KHL      | Čtvrtfinále (prohra 1:4 na zápasy s CSKA Moskva)                                 | Niko Kapanen      |
| 2015/2016                   | KHL      | Osmifinále (prohra 2:4 na zápasy s Torpedo Nižnij Novgorod)                      | Niko Kapanen      |
| 2016/2017                   | KHL      | Osmifinále (prohra 0:4 na zápasy s CSKA Moskva)                                  | Peter Regin       |
| 2017/2018                   | KHL      | Čtvrtfinále (prohra 2:4 na zápasy s CSKA Moskva)                                 | Peter Regin       |
| 2018/2019                   | KHL      | Osmifinále (prohra 2:4 na zápasy s HK Dynamo Moskva)                             | Peter Regin       |
| 2019/2020                   | KHL      | play off se nedohrálo do konce                                                   | Peter Regin       |
| 2020/2021                   | KHL      | Osmifinále (prohra 0:4 na zápasy s Lokomotiv Jaroslavl)                          | Marko Anttila     |
| 2021/2022                   | KHL      | klub po základní části odstoupil z důvodu ruské agrese na Ukrajině a opustil KHL | bez kapitána      |
| Finsko (2022 –)             |          |                                                                                  |                   |
| Sezóny                      | Soutěž   | Play off                                                                         | Kapitán           |
| 2022/2023                   |          | nehrál v žádné soutěži                                                           |                   |
| 2023/2024                   | Mestis   | Čtvrtfinále (prohra 2:4 na zápasy s Kokkolan Hermes)                             |                   |
| 2024/2025                   | Mestis   | Finále (výhra 4:1 na zápasy s IPK)                                               |                   |
| Zdroj na Eliteprospects.com |          |                                                                                  |                   |

## Češi a Slováci v týmu
| Ročník                             | Hráči ČR                             | Link |
| ---------------------------------- | ------------------------------------ | ---- |
| 1990/1991                          | Mojmír Božík                         |      |
| 1991/1992                          | Mojmír Božík, Otakar Janecký         |      |
| 1992/1993                          | Otakar Janecký                       |      |
| 1993/1994                          | Otakar Janecký                       |      |
| 1994/1995                          | Otakar Janecký                       |      |
| 1995/1996                          | Otakar Janecký                       |      |
| 1996/1997                          | Otakar Janecký                       |      |
| 1997/1998                          | Otakar Janecký, Petr Ton             |      |
| 1998/1999                          | Otakar Janecký                       |      |
| 1999/2000                          | nikdo                                |      |
| 2000/2001                          | nikdo                                |      |
| 2001/2002                          | Vladimír Machulda, Pavel Rosa        |      |
| 2002/2003                          | Pavel Vostřák                        |      |
| 2003/2004                          | nikdo                                |      |
| 2004/2005                          | nikdo                                |      |
| 2005/2006                          | Roman Vopat                          |      |
| 2006/2007                          | Robert Schnabel                      |      |
| 2007/2008                          | Robert Kántor                        |      |
| 2008/2009                          | nikdo                                |      |
| 2009/2010                          | nikdo                                |      |
| 2010/2011                          | nikdo                                |      |
| 2011/2012                          | Petr Kalus                           |      |
| 2012/2013                          | nikdo                                |      |
| 2013/2014                          | nikdo                                |      |
| 2014/2015 KHL                      | Petr Koukal                          |      |
| 2015/2016 KHL                      | nikdo                                |      |
| 2016/2017 KHL                      | nikdo                                |      |
| 2017/2018 KHL                      | nikdo                                |      |
| 2018/2019 KHL                      | nikdo                                |      |
| 2019/2020 KHL                      | David Sklenička                      |      |
| 2020/2021 KHL                      | David Sklenička, Jakub Krejčík       |      |
| 2021/2022 KHL                      | David Sklenička (28. 2. 2022 odešel) |      |
| 2022/2023                          | nehrál v žádné soutěži               |      |
| 2023/2024 Mestis                   | nikdo                                |      |
| Češi - Zdroj na Eliteprospects.com |                                      |      |

## Dresy
| 2016–2017 | 2018–2019 |
| --------- | --------- |
|           |           |

## Vyřazená čísla
- 5 - Esa Tikkanen
- 15 - Henry Leppä
- 17 - Jari Kurri a Timo Turunen
- 23 - Petri Varis
- 24 - Waltteri Immonen
- 91 - Otakar Janecký